# Eric Österberg (gravör)
Eric Österberg, född 12 juni 1746 i Uppsala, död före december 1779 troligen i Lovisa, Finland, var en svensk akademigravör.
Han var son till ullkammaren Carl Österberg och Brita Menlös. Österberg studerade gravyr från 1759 för akademigravören Anders Åkerman. Han blev volontär vid fortifikationen 1771 och två år sewnare flyttade han till Åbo där han var verksam som akademigravör vid Åbo akademi 1773–1777. Efter sin tid i Åbo resta han till Lovisa där han fick en tjänst som underofficer vid ett värvat regemente. Bland hans graverade arbeten märks plancher för en rad vetenskapliga arbeten, kartverk och avhandlingar för universiteten i Uppsala och Åbo bland annat utförde han en schematisk framställning av ögat och geometriska figurer i Samuel Duræus De visu och flera kartblad till Anders Åkermans Atlas juvenilis samt fem vignetter till den finländska bibelutgåvan. 